# La Jetée (série télévisée)
Pour les articles homonymes, voir La Jetée (homonymie).
La Jetée au Québec ou The Pier en France (El embarcadero) est une série télévisée espagnole créée par Álex Pina et Esther Martínez Lobato, diffusée depuis le 18 janvier 2019 sur la chaine Movistar+.
Au Québec, la série est disponible depuis le 25 juillet 2019 sur le portail Tou.tv de Radio-Canada. Bien que la série avait été acquise en France par le Groupe TF1, elle est finalement diffusée sur la plateforme de vidéo à la demande Salto. En Septembre 2021, la série est diffusée sur TF1 Séries Films.

## Synopsis
Alexandra et Oscar vivent un amour parfait mais une nuit, la police annonce à Alexandra que son mari s'est suicidé dans la nuit. Elle apprend alors que celui-ci menait une double vie avec Veronica. Elle va alors se rapprocher de cette dernière pour comprendre ce qui s'est réellement passé.

## Distribution
- Álvaro Morte (VF : Alexis Victor) : Óscar
- Verónica Sánchez (VF : Hélène Bizot) : Alejandra
- Irene Arcos (es) (VF : Barbara Tissier) : Verónica
- Roberto Enríquez (es) (VF : Joël Zaffarano) : Conrado
- Marta Milans (es) (VF : Françoise Cadol) : Katia
- Judit Ampudia (VF : Rebecca Benhamour) : Ada
- Antonio Garrido (VF : Jean-Louis Faure) : Big Boss
- Miquel Fernández (es) (VF : Damien Ferrette) : Fran
- Paco Manzanedo (es) (VF : Laurent Maurel) : Vicent
- Cecilia Roth (VF : Marjorie Frantz) : Blanca

## Épisodes

### Première saison (2019)
La première saison est diffusée le 19 janvier 2019.
1. L'appel (Episodio 1)
2. L'enfant (Episodio 2)
3. La thérapie (Episodio 3)
4. Le vertige (Episodio 4)
5. La lettre (Episodio 5)
6. L'éveil (Episodio 6)
7. La renaissance (Episodio 7)
8. La révélation (Episodio 8)

### Deuxième saison (2020)
La deuxième saison est diffusée à partir du 17 janvier 2020.
1. La dispute (Episodio 9)
2. La maison (Episodio 10)
3. La soirée (Episodio 11)
4. Le cahier (Episodio 12)
5. Le polyamour (Episodio 13)
6. Perdre le contrôle (Episodio 14)
7. Le gouffre (Episodio 15)
8. Un voyage (Episodio 16)

## Diffusion
- France  : TF1 Séries Films
- Belgique  : Telenet
- Pays-Bas  : Ziggo
- Israël  : HOT
- Russie /Ukraine /Géorgie  : Yandex
- Turquie  : Blue TV
- Shahid VIP (VOD)
- Joyn Plus+
- Rai 2
- MBC4
- MBC Persia
- Pays scandinaves/Portugal  : HBO
- Movistar+
- Mexique /Brésil  : A&E